# Vitalij Visjnevskij
Vitalij Viktorovitj Visjnevskij, ryska: Вита́лий Ви́кторович Вишне́вский, född 18 mars 1980 i Charkov (nu Charkiv), Ukrainska SSR, Sovjetunionen, är en ukrainsk-rysk professionell ishockeyspelare som spelade för Lokomotiv Jaroslavl i KHL och avslutade karriären i Severstal Tjerepovets 2018.
Visjnevskij valdes av Anaheim Ducks som 5:e spelare totalt i 1998 års NHL-draft. Visjnevskij har erfarenhet från KHL och NHL. Han har även spelat ett flertal VM-turneringar där han har varit med och vunnit ett guld. Han har också spelat en OS-turnering för Ryssland.

## Klubbar
- Torpedo Jaroslavl 1998–1999
- Cincinnati Mighty Ducks 1999–2000
- Mighty Ducks of Anaheim 2000–2004, 2005–2006
- Chimik Voskresensk 2004–05
- Atlanta Thrashers 2006–07
- Nashville Predators 2006–07
- New Jersey Devils 2007–08
- Lokomotiv Jaroslavl 2008–2010, 2012–2015
- SKA Sankt Petersburg 2010–2012
- Severstal Tjerepovets 2017-2018